# Tommy Barón
Tommy Barón es el decimocuarto álbum de estudio de la banda española de Heavy metal Barón Rojo, lanzado en diciembre de 2012.
El disco, según el sitio oficial de la banda, es "Una recreación épica de la ópera rock de The Who (Tommy), en versión española y adaptación musical de Armando de Castro, con un sonido y unos arreglos absolutamente "Barones" que logran llevar la mítica obra a su terreno. Respecto a la idea del álbum, los hermanos Armando y Carlos de Castro expresaron desde www.baronrojo.net: "Nos gustaba la idea de hacer algo que nadie esperase".
El álbum –primero en estudio de la banda desde 2006– fue lanzado por el sello Casadios, simultáneamente en formato digital –en principio disponible desde el sitio iTunes Store–, y en soporte CD, presentado en un lujoso estuche rectangular conteniendo dos discos, y un libro con ilustraciones del artista Borja Bonafuente Gonzalo. El estuche está ilustrado con una máquina pinball (como referencia a la canción Pinball Wizard, de los Who), y el material fue mezclado por el prestigioso ingeniero Eddie Kramer, mientras que la cantante Eva Amaral participa como invitada especial en el tema La reina ácida. El disco fue presentado en Madrid el día 12 de abril de 2013 y contó de nuevo con la colaboración en el concierto de Eva Amaral.

## Lista de canciones

### CD 1
1. "Obertura" - 5:25
2. "Un varón" - 0:42
3. "1921" - 3:32
4. "Viaje asombroso" - 3:26
5. "Ráfagas" - 3:50
6. "Un ciego verá" - 2:11
7. "Navidad" - 4:10
8. "El primo Kevin" - 5:03
9. "La Reina Ácida" - 3:35
10. "Undertura" - 7:43

### CD 2
1. "¿Y tú crees que está bien?" - 0:51
2. "Al enredar" - 1:26
3. "El rey del pinball" - 3:22
4. "Encontré un doctor" - 0:20
5. "Hacia el espejo" - 4:10
6. "Tommy ¿puedes oírme?" - 1:30
7. "Romper el espejo" - 1:44
8. "Sensación" - 3:02
9. "¡Vaya milagro!" - 0:22
10. "Sally Simpson" - 4:46
11. "Libre soy" - 2:45
12. "Ven a esta casa" - 5:15
13. "El parque de Tommy" - 1:02
14. "No lo aceptaremos" - 7:05

## Personal
- Carlos de Castro - guitarra, voz
- Armando de Castro - guitarra - voz
- Gorka Alegre - bajo
- Rafa Díaz - batería

invitada
- Eva Amaral - voz en "La Reina Ácida"